# لجن‌ماهی مرکزی
لجن‌ماهی مرکزی (نام علمی: Umbra limi) نام یک گونه از سرده لجن‌ماهی‌های غربی است.